# Dieter Medicus (Eishockeyspieler)
Dieter Medicus (* 7. April 1957 in Kaufbeuren) ist ein ehemaliger deutscher Eishockeyspieler, der unter anderem für den ESV Kaufbeuren, ECD Iserlohn, EHC 70 München und BSC Preussen in der Bundesliga sowie den Augsburger EV in der Deutschen Eishockey Liga (DEL) aktiv war. Für die deutsche Nationalmannschaft nahm der Verteidiger unter anderem an den Olympischen Winterspielen 1988 teil. Seit 2007 ist er Mitglied der Hall of Fame des deutschen Eishockeymuseums.

## Karriere
Dieter Medicus begann im Nachwuchs des ESV Kaufbeuren (ESVK) mit dem Eishockeyspielen und absolvierte in der Saison 1974/75 seine ersten Spiele für die Bundesliga-Mannschaft. Nach dem Abstieg und drei Jahren in der 2. Bundesliga feierte er mit der Mannschaft in der Saison 1977/78 den Wiederaufstieg in die Bundesliga, in der er dem ESVK noch für ein weiteres Jahr erhalten blieb. In den folgenden drei Jahren brachte er seinen jeweiligen Teams kein Glück: Sowohl mit dem ESV Kaufbeuren in der Saison 1978/79, als auch mit dem ECD Iserlohn in der Spielzeit 1979/80 und dem EHC 70 München in der Saison 1980/81 stieg er in die zweite Liga ab.
Daraufhin kehrte Medicus zum wieder in der Bundesliga startenden ESV Kaufbeuren zurück und blieb seinem Heimatverein neun Jahre lang treu. Zusammen mit Manfred Schuster als Verteidigerpaar bildete er in dieser Zeit die sogenannte „Kaufbeurer Stadtmauer“. Mit mehr als 580 Pflichtspielen und über 400 Punkten gehört er zu den Rekordspielern und -scorern des ESVK. Ab 1990 spielte er für zwei Jahre beim Bundesligisten BSC Preussen, bevor er sich dem Augsburger EV (AEV) in der 2. Bundesliga anschloss. Nachdem er für den AEV auch noch in der ersten Saison der Deutschen Eishockey Liga (DEL) angetreten war, beendete er im Jahr 1995 seine aktive Karriere.
In der Saison 1995/96 übernahm Medicus die Aufgabe als Co-Trainer an der Seite von Jarmo Tolvanen beim in Kaufbeurer Adler umbenannten DEL-Team des ESVK. Von Dezember 2006 bis Anfang Februar 2007 übernahm er die Hauptverantwortung für das Kaufbeurer Team, das inzwischen wieder in der 2. Bundesliga spielte. Da er keine gültige Trainerlizenz mehr besaß, fungierte er dort als Teamchef.
Beruflich baute er das Gesundheitszentrum Dieter Medicus mit Standorten in Kaufbeuren und Bad Wörishofen auf, die er Ende 2023 verkaufte.

### International
Schon als Nachwuchsspieler wurde Dieter Medicus in Junioren-Nationalmannschaften des Deutschen Eishockey-Bundes berufen. Er nach an der U19-Junioren-Europameisterschaft 1976 und der U20-Junioren-Weltmeisterschaft 1977 teil. Bereits in der Saison 1976/77 hatte er auch bereits sein erstes Länderspiel für die A-Nationalmannschaft absolviert, für die er später bei drei Weltmeisterschaften und dem Canada Cup 1984 auf dem Eis stand. Einer der Höhepunkte seiner Karriere war die Teilnahme an den Olympischen Winterspielen 1988. Insgesamt lief er 98 Mal für Deutschland auf und erzielte dabei zwei Tore und sieben Vorlagen.

## Erfolge und Auszeichnungen
- 1978 Aufstieg in die Bundesliga mit dem ESV Kaufbeuren
- 1994 Meister der 2. Bundesliga mit dem Augsburger EV
- 2007 Aufnahme in die Hockey Hall of Fame Deutschland

## Karrierestatistik

### International
Vertrat Deutschland bei:
| - U19-Junioren-Europameisterschaft 1976 - U20-Junioren-Weltmeisterschaft 1977 - Weltmeisterschaft 1979 - Weltmeisterschaft 1983 | - Canada Cup 1984 - Weltmeisterschaft 1987 - Olympische Winterspiele 1988 |

(Legende zur Spielerstatistik: Sp oder GP = absolvierte Spiele; T oder G = erzielte Tore; V oder A = erzielte Assists; Pkt oder Pts = erzielte Scorerpunkte; SM oder PIM = erhaltene Strafminuten; +/− = Plus/Minus-Bilanz; PP = erzielte Überzahltore; SH = erzielte Unterzahltore; GW = erzielte Siegtore; 1 Play-downs/Relegation; Kursiv: Statistik nicht vollständig)

## Familie
Dieter Medicus ist der Sohn von Fritz Medicus (1922–2004), der als Spieler und Funktionär beim ESV Kaufbeuren und dem Deutschen Eishockey-Bund tätig war.